# Baud (Morbihan)
Baud (bretonisch: Baod) ist eine französische Gemeinde mit 6246 Einwohnern (Stand 1. Januar 2022) im Département Morbihan in der Region Bretagne. Baud gehört zum Arrondissement Pontivy.

## Geographie
Baud liegt im Zentrum der Bretagne und gehört zum Pays de Pontivy. Die Gemeinde wird im Westen vom Fluss Blavet, im Süden und Osten vom Fluss Ével begrenzt.
Nachbargemeinden sind Saint-Barthélemy im Norden, Guénin und La Chapelle-Neuve im Osten, Camors und Pluvigner im Süden sowie Languidic und Quistinic im Westen.
Die Gemeinde ist ein Verkehrskreuz. Durch das Gemeindegebiet führt von West nach Ost die RN 24, die Lorient mit Rennes verbindet. In Nord-Süd-Richtung führt die D 768 durch das Dorf, die Verbindung von Auray nach Pontivy.

## Bevölkerungsentwicklung
| Jahr      | 1962 | 1968 | 1975 | 1982 | 1990 | 1999 | 2006 | 2019 |
| Einwohner | 4547 | 4814 | 4989 | 4925 | 4658 | 4813 | 5368 | 6234 |

## Geschichte
Die Gemeinde gehört historisch zur bretonischen Region Bro-Gwened (frz. Vannetais) und innerhalb dieser Region zum Gebiet Bro Baod (frz. Pays de Baud) und teilt dessen Geschichte. Im Jahr 1867 spaltete sich die heutige Gemeinde Saint-Barthelémy von Baud ab.
Im Tal, südlich an Baud vorbei, führte eine Strecke der Chemins de fer du Morbihan. Etwas westlich vom Ort traf sie im Bahnhof Baud auf die Bahnstrecke Auray–Pontivy.

## Sehenswürdigkeiten
- Venus von Quinipily im Schlosspark von Quinipily
- Kapelle de la Clarté (15.–17. Jahrhundert), heute offiziell Pfarrkirche Saint-Pierre
- Kapelle Saint-Adrien (15. Jahrhundert)
- Fontaine de la Clarté (16. Jahrhundert)
- mehrere Calvaires und Wegkreuze
- Museum Cartopole mit Ansichtskarten der Region, aus den Bereichen Fischerei, Landwirtschaft, Industrie und ländliches Leben
- Allée couverte du Prieuré, ein Galeriegrab etwa 250 m südwestlich des Weilers Le Prieuré südwestlich von Baud